# Мельников, Иван Иванович (1892—1972)
Иван Иванович Мельников (1892—1972) — советский военачальник, генерал-майор (1941), участник Первой мировой, Гражданской и Великой Отечественной войн. В 1942 году попал в немецкий плен, после войны продолжил службу. В отставке с 1954 года.

## Биография
Иван Мельников родился 27 июня 1892 года в деревне Шилово Гжатского уезда Смоленской губернии в крестьянской семье. После окончания двух классов сельской школы поступил в трёхклассную учительскую семинарию, которую окончил в 1912 году. В 1914 году Мельников по мобилизации был призван в царскую армию, принимал участие в боевых действиях Первой мировой войны. В 1916 году он окончил школу прапорщиков, после чего служил младшим офицером связи в штабе корпуса, дослужился до звания подпоручика. Был награждён Георгиевским крестом 4-й степени и Георгиевской медалью.
В феврале 1918 года Мельников добровольно вступил в Рабоче-Крестьянскую Красную армию. В течение трёх лет он был начальником штаба полка. После войны до 1928 года командовал различными стрелковыми подразделениями. В 1928 году он окончил высшие командные курсы «Выстрел». В 1928—1937 годах Мельников занимал ряд должностей в Главном управлении пограничных войск НКВД СССР. В 1933 году он заочно окончил Военную академию имени Фрунзе. 25 декабря 1935 года ему было присвоено звание полковника. В 1937 году Мельников был уволен со службы и арестован. В 1939 году он был полностью реабилитирован и назначен начальником отдела в управлении пограничных войск.
С 1 июля 1941 года Мельников командовал 246-й стрелковой дивизии в городе Рыбинске. 15 июля 1941 года ему было присвоено звание генерал-майора. С 17 августа 1941 года Мельников во главе дивизии принимал участие в боях на Калининском фронте. 19 августа он был ранен минными осколками в голову и спину, после чего долгое время лечился в военном госпитале. Во время Ржевско-Вяземской наступательной операции во второй половине февраля 1942 года дивизия в составе нескольких частей 29-й армии попала в окружение в районе Ржева. 25 февраля 1942 года Мельников был тяжело ранен пулей в грудь. При попытке выйти из окружения группа бойцов и командиров, несших Мельникова, подверглась атаке немецкого подразделения, и 1 марта 1942 года была захвачена в плен.
Первоначально Мельников лечился в немецких госпиталях в Ржеве и Смоленске. После выздоровления он содержался в ряде лагерей для военнопленных Летцен, Хаммельбург, Нюрнберг, Вайсенбург и Моссбург. Из последнего Мельников был освобождён американскими войсками 29 апреля 1945 года. Через советскую военную миссию по репатриации в Париже 28 мая 1945 года он был доставлен в Москву. После проверки в органах НКВД Мельников был восстановлен в кадрах Советской Армии, после чего направлен на курсы командиров дивизий при Военной академии имени Фрунзе. 15 апреля 1947 года Мельников был назначен начальником военной кафедры Московской сельскохозяйственной академии имени Тимирязева. Там он проработал до 31 августа 1954 года, после чего вышел в отставку по возрасту.
Умер в Москве 22 июня 1972 года. Награждён орденом Ленина (1946), тремя орденами Красного Знамени (1946, 1947, 1950).